# Поліщук Микола Віталійович
Поліщу́к Мико́ла Віта́лійович ((нар. 24 грудня 1971, Київ) — український журналіст, репортер, публіцист, нарисовець, аналітик, краєзнавець, громадський діяч.  Керівник Товариства «Україна-КНДР». Співголова Українського студентського загону підтримки Литви (1991). Депутат Радянської у місті Києві районної ради (1994-1998) та Шевченківської у місті Києві районної ради (1998-2002 від УНП).

### Життєпис
Народився в родині вчених-природничників, син вченого-біогеографа Віталія Поліщука.
Після закінчення школи у 1988 році, вступив на природничо-географічний факультет Київського державного педагогічного інституту ім. Горького, де почав співпрацювати з багатотиражною газетою «За педагогічні кадри». У 1993 році зарахований на факультет журналістики Київського державного університету імені Шевченка,  який закінчив у 1999 році.
У 1993-1996 роках працював в газетах «Молода гвардія» та «Молода газета», з 1996 року в газеті «День», з 1997-го – «Всеукраинские ведомости», з 1998-го – «Вечірні вісті», з 2002-го – «Київський регіон».
У 2004-2010 роках – редактор відділу нарису та репортажу «Газети по-київськи». У 2010-2011 роках працював в «Українській технічній газеті», з 2012 року — в журналі «Коментарі». Згодом співпрацював з низкою онлайн-медіа, серед яких «Кореспондент.net», «Главком» тощо.
Спеціалізується на столичній тематиці та міжнародній політиці. Публікував репортажі під час службових відвідувань  Грузії, Югославії, Афганістану, Північної Кореї. Останнім часом значною мірою приділяє увагу життю ромської національної меншини в Україні.

## Громадська діяльність
Один із засновників у 1989 році Української студентської спілки, у 1990-му — учасник студентської революції на граніті. Тоді ж разом з однокурсником Дмитром Полюховичем створює пародійну організацію «Промені чучхе». У січні 1991 у складі студентського загону брав участь у захисті литовського Сейму. З 1999 року очолює міжнародну громадську організацію Товариство «Україна-КНДР».

## Нагороди
- Медаль Пам’яті 13 січня (Литовська Республіка, 2009)[2]
- Орден Дружби II ступеня (КНДР, 2012)

## Сім’я
Був двічі одружений, троє дітей.

## Книги
- Полищук Николай (співавтор збірки) // Не в тему: публицистика, эссе, рассказы, стихи — К. : ПЦ «Фолиант», 2005 — C. 7-92 ISBN 966-8474-29-5 (рос.)
- Поліщук Микола. Північна Корея людською мовою : нариси — К. : Видавництво Руслана Халікова, 2024 — 184 с. ISBN 978-617-8310-27-1

## Публікації
- Поліщук Микола. Хомо Чучхеус? // журнал «Ранок» № 5, 1992 — с. 8-9
- Поліщук Микола. Великий міт «європейських стандартів» // Детектор медіа, 23.10.2008
- Поліщук Микола. Алло, Президенте! // Детектор медіа, 18.12.2008
- Поліщук Микола. Рівно 20 років тому відбувся установчий з’їзд Української студентської спілки // ТЕКСТИ.org.ua, 09.12.2009
- Поліщук Микола. Капіталізм по-північнокорейськи // Українська технічна газета, 24.08.2010. Інші публікації автора на сайті Українська технічна газета (2010-2012)
- Поліщук Микола. "Литва, будь вільною!" Спогади учасника студзагону оборони Вільнюса 1991 року // Історична правда, 18.01.2011
- Полищук Николай. Табор никуда не уходит: Как тысячи ромов выживают в Закарпатье // Bird In Flight, 25.04.2016 (рос.)
- Поліщук Микола. Китай відповів коронавірусу та США. Найбільша торгова угода у світі: усі деталі // Главком, 17.11.2020. Інші публікації автора  на сайті Главком (2020-2024)
- Канал Миколи Поліщука у Telegram: Шарварок

## Інтерв'ютацитуванняпублікацій і коментарів
- Бурда Ольга. Преса про нові і старі обличчя в українській політиці // BBC Україна, 12.04.2007
- Журналісти і блогери: хто кого? Конспект дискусії // Texty.org.ua, 06.06.2011
- Панаїр Микола. КНДР: Аudiatur et altera pars — Микола Поліщук // Збруч, 13.04.2013
- Амосов Богдан. За жіночою спиною. Як лідер КНДР прикривається власною сестрою, щоб лякати світ новою війною // New Voice of Ukraine, 22.06.2020
- Тарасов Олексій. Якою зброєю Кім Чен Ин може поділитися з Путіним? — Микола Поліщук //  NV Подкасти, 08.09.2022
- Тарасов Олексій. Навіщо Кім Чен Ин обстріляв Японію та визнав анексії — Микола Поліщук // NV Подкасти, 04.10.2022
- Тарасов Олексій. Нові ракети Кім Чен Ина. Чим загрожує світові його “партія війни”? — Микола Поліщук  // NV Подкасти,  27.11.2022
- Мола Катерина. “Армія Північної Кореї – це мільйон солдатів, але 90% – стройбат” // Ґрунт, 10.12.2022
- Тарасов Олексій. Атака на Сеул. Кім Чен Ин слідкує за війною в Україні та вчиться — Микола Поліщук // NV Подкасти, 26.12.2022
- Тарасов Олексій. Про яку зброю домовляється Шойгу у КНДР — Микола Поліщук // NV Подкасти, 27.07.2023
- Тарасов Олексій. 1 млн снарядів – це 3,5 тисячі вагонів. На що здатна КНДР — Микола Поліщук // NV Подкасти, 03.11.2023
- Кулеба Аліна. "Це смішно": що Путін може привезти з Північної Кореї // 24 Канал, 19.06.2024
- Тарасов Олексій. У першу чергу бронетехніка. Путін штовхнув Корею в бік України – Микола Поліщук // NV Подкасти, 20.06.2024
- Іванська Тетяна. Путін критично розхитує ситуацію. Навіть Китай незадоволений його діями | Микола Поліщук // NV Подкасти, 15.09.2024
- Грабовська Вікторія. Чи вигідно КНДР відправляти військових в Україну // 24 Канал, 15.10.2024
- Мошовська Дзвенислава. Провокації чи реальний виклик: навіщо КНДР підірвала дороги до Південної Кореї // 24 Канал, 15.10.2024
- Костеж Сергій. Чому Північна Корея втягується у російсько-українську війну та чи з’являться на фронті дивізії КНДР // KyivPost, 16.10.2024
- Берест Марина. Новий випуск подкасту "Ad Centrum" присвячений КНДР // Meta.ua, 22.10.2024
- Чепурко Валерія. Президент ГО “Україна – КНДР”: Якщо корейцям скажуть, що війна в Україні захистить їх від нападу, вони повірять // MY.UA, 22.10.2024
- Президент ГО Україна – КНДР: Якщо корейцям скажуть, що війна в Україні захистить їх від нападу, вони повірять // ЧАС новин, 23.10.2024
- Гор Артур. Це КНДР використовує Путіна – кореєзнавець пояснив що робитимуть на фронті "рембо" Кім Чен Ина // Телеграф, 23.10.2024
- Мазуренко Ірина. Путін це не продумав: кореєзнавець розповів, як Ким Чен Ин використає Кремль // Телеграф, 23.10.2024
- Багаліка Анастасія. На що вплине присутність північнокорейських військових у Росії // Громадське Радіо, 24.10.2024
- НЕВЖЕ ТАКЕ МОЖЛИВО: не вступ КНДР у війну обміняють на Курщину? / Рішучі дії Південної Кореї // Апостроф TV, 27.10.2024
- Тарасов Олексій. Що робити з військовими КНДР. У Пентагоні розгубленість – Микола Поліщук // NV Подкасти, 31.10.2024
- Негода Тетяна. Микола Поліщук, кореєзнавець: Спочатку Путін залякував атомною бомбою, зараз — північними корейцями // Укрінформ, 01.11.2024
- Негода Тетяна. Микола Поліщук, кореєзнавець// ПолітДумка, 01.11.2024
- Негода Тетяна. Микола Поліщук, кореєзнавець // TodayUA, 01.11.2024
- Kyiv doubles down on psychological campaign against North Korean // ECCI, Nov 1, 2024(англ.)
- Борис Андрій. "Ми їх називаємо "гуки". Як ЗСУ готуються зустрічати північнокорейських військових. Ексклюзив // Голос Америки Українською, 01.11.2024
- Борис Андрій. «В України є хороший досвід». Як ЗСУ будуть зустрічати військових з КНДР? // Радіо Свобода, 04.11.2024
- Садова Олександра. Попередній діалог мав відбутися: чим може завершитись візит Умєрова в Сеул // 24 Канал, 27.11.2024
- РОЗКОЛ у Південній Кореї через УКРАЇНУ / КНДР нарощує співпрацю з РОСІЄЮ — Поліщук // Апостроф TV — YouTube, 03.12.2024
- Садова Олександра. Як політична криза у Південній Кореї може вплинути на відносини з Україною // 24 Канал, 04.12.2024
- Бельзецька Наталя. Кореєзнавець пояснив, чому так мало бійців КНДР потрапляють в полон // 24 Канал, 04.12.2024
- Клюєва Марина. Найімовірніше, президент Південної Кореї закінчить свою політичну кар’єру, — кореєзнавець Поліщук // Еspreso.tv, 05.12.2024
- Лесик Владислав. Опозиція у Південній Кореї має антиукраїнську риторику — краєзнавець // Громадське радіо, 05.12.2024
- Машай Богдан. Китай уже дуже незадоволений цим союзом. КНДР цікавлять лише гроші | Микола Поліщук // NV Подкасти, 23.01.2025
- Мошовська Дзвенислава. Трамп може зробити вигідну пропозицію Кім Чен Ину: що він вимагатиме натомість // 24 Канал, 25.01.2025
- Красніцький Владислав. Сьогодні. Ввечері: гість — Микола Поліщук // Українське радіо, 28.01.2025
- Мокрик Анастасія, Тимофєєв Ігор. Тіла бійців із КНДР знаходять на деревах із загадковим символом: з’явилося пояснення // Телеграф, 06.02.2025
- Петрова Юлія. Дивне пересування північнокорейських військових на Курщині. Що вони задумали | Микола Поліщук // NV Подкасти, 27.02.2025
- Тарасов Олексій. Як Північна Корея тримає на плаву армію РФ – Микола Поліщук // NV Подкасти, 17.04.2025
- Північна Корея – міфи, правда, парадокси. Чому вона досі існує і як впливає на Україну? Микола Поліщук у Кабінеті експертів // Всі разом!, 23.04.2025